# Запис Милановића орах (Угљарево)
Запис Милановића орах (Угљарево) се налази на парцели чији је власник Милановић Ивко.

## Локација
| Општина             | Трстеник                                                         |
| Катастарска општина | Угљарево                                                         |
| Потес               | Село                                                             |
| Координате          | 43° 40′ 04″ С; 20° 54′ 43″ И / 43.6678° С; 20.911899999999999° И |
| Надморска висина    | 0m                                                               |

## Карактеристике
Дендрометријске вредности утврђене на терену и сателитским снимцима:
| Стабло                     | Орах |
| Висина стабла              | m    |
| Обим дебла                 | m    |
| Пречник крошње             | 10m  |
| Пречник дебла              | m    |
| Висина дебла до прве гране | m    |

## База записа
Запис је у оквиру Викимедија пројекта "Запис - Свето дрво" заведен под редним бројем 0618.